# Kejsarens nya stil
Kejsarens nya stil (engelska: The Emperor's New Groove) är en Disneyfilm från 2000 i regi av Mark Dindal. Filmen är en animerad familjekomedi.

## Handling
Den egocentriske och självupptagne kejsaren Kuzco av Inkariket planerar att bygga ett sommarpalats med tillhörande poolområde, Kuzcotopia, på en bergstopp utanför staden där bonden Pacha bor.
Samtidigt får Kuzcos elaka rådgivare Yzma nog efter att hon blir avskedad och hon vill själv ta över makten i kejsardömet. Yzma planerar att förgifta honom under en middag. Dessvärre tar hennes assistent Kronk fel brygd så Kuzco förvandlas till en lama istället, och Kronk får i uppdrag av Yzma att ta Kuzco ut ur staden och döda honom. Men säcken som Kuzcos lamakropp ligger i kommer på villovägar och hamnar på bonden Pachas vagn.
Väl hemma igen hittas Kuzco av Pacha som gärna vill hjälpa honom tillbaks till kejsarpalatset om Kuzco går med på att bygga sitt Kuzcotopia någon annanstans. Men Kuzco vägrar ta det erbjudandet och ger sig själv ut i djungeln. Pacha känner till farorna i djungeln och följer efter, kanske kan han få Kuzco att ändra uppfattning på vägen till kejsarpalatset.

## Om filmen
- Filmens titel är en referens till Kejsarens nya kläder av H.C. Andersen. Filmen har dock absolut ingenting med sagan att göra.
- Till skillnad från de tidigare Disneyfilmerna i modern tid, så har den inte en kärlekshistoria som centralt tema. Istället är den en renodlad komedi.
- Kejsarens nya stil är regisserad av Mark Dindal, som även skrivit filmens manus tillsammans med Chris Williams. Filmmusiken gjordes av John Debney. Filmen är producerad av, bland andra, Don Hahn.
- Filmen nominerades till en Oscar 2000 för bästa sång, "My funny friend and me" av Sting.

## Rollista
| Figur                 | Engelsk originaldubb | Svensk originaldubb |
| --------------------- | -------------------- | ------------------- |
| Kuzco                 | David Spade          | Figge Norling       |
| Pacha                 | John Goodman         | Allan Svensson      |
| Yzma                  | Eartha Kitt          | Siw Malmkvist       |
| Kronk                 | Patrick Warburton    | Fredrik Hiller      |
| Chica, Pachas fru     | Wendie Mallick       | Anna Rydgren        |
| Chacha, Pachas dotter | Kellyann Kelso       | Linnea Järpestam    |
| Tipo, Pachas son      | Eli Russell Linnetz  | Anton Nyman         |
| Servitris             | Patti Deutsch        | Gunvor Pontén       |
| Bucky, ekorren        | Bob Bergen           |                     |
| Äldre man             | John Fiedler         | Anders Pontén       |
| Tjänsteman            | Joe Whyte            |                     |
| Ledmotivskillen       | Tom Jones            | Tommy Nilsson       |
| Kocken                | Steve Susskind       | Niclas Ekholm       |
| Vakt                  |                      | Roger Storm         |

Utöver dessa medverkade även Monica Forsberg, Urban Frånberg, Gunnar Uddén, Kerstin Högberg, samt Roseenkören.

## Produktion
Filmen började sin produktionshistoria under arbetstiteln Kingdom of the Sun och var tänkt att bli en storslagen tecknad musikalfilm regisserad av Roger Allers som tidigare hade regisserat Lejonkungen, med Mark Dindal som medregissör och med Sting som skrev flera sånger. Handlingen skulle vara inspirerad av Prinsen och tiggargossen. Prinsen Manco (röstskådespelad av David Spade) och lamaherden Pacha (röstskådespelad av John Goodman) upptäcker att de ser identiska ut, och de bestämmer sig för att byta plats med varandra. Samtidigt planerar prinsens rådgivare Yzma, som även är en häxa, att släcka solens ljus och förmörka världen. Filmen verkade dock inte fungera rent handlingsmässigt, trots flera omskrivningar, så man stoppade produktionen, Roger Allers lämnade filmen, handlingen skrevs om helt av Mark Dindal, Chris Williams och David Reynolds, flera sånger av Sting togs bort och filmen bytte titel till The Emperor's New Groove.

## Spel
Ett datorspel med samma namn baserat på filmen släpptes även år 2000.